# Barbus afrovernayi
Barbus afrovernayi is een straalvinnige vissensoort uit de familie van eigenlijke karpers (Cyprinidae). De wetenschappelijke naam van de soort is voor het eerst geldig gepubliceerd in 1927 door Nichols & Boulton. De diersoort komt voor in Zimbabwe.
Het is een zoetwatervisje dat voorkomt in de Kunene, Okavango en de bovenloop van de Zambezi en Kafue. Ook in het Kongo-rivierenstelsel komt de vis voor. In het Engels staat de vis bekend als Spottail barb en in het Afrikaans als kolstert-ghieliemientjie. De vis is doorschijnend bruingrijs met heldergele vertikale strepen langs het lijf. De onderkant is zilverwit en er is een grote zwarte vlek aan de basis van de staartvin. De vis wordt zo'n 45 mm groot, leeft in water vol plantengroei en eet voornamelijk kleine ongewervelde diertjes.
De soort staat op de Rode Lijst van de IUCN als niet bedreigd, beoordelingsjaar 2009.